# Mary Lou Rettonová
Mary Lou Rettonová (* 24. ledna 1968 Fairmont) je bývalá reprezentantka Spojených států ve sportovní gymnastice, olympijská vítězka ve víceboji.

## Sportovní kariéra
Jejím sportovním vzorem byla Nadia Comaneciová, připravovala se pod vedením jejího trenéra Bély Károlyiho. V roce 1983 se stala mistryní USA ve víceboji a v letech 1983–1985 vyhrála Americký pohár. Na domácí olympiádě 1984 v Los Angeles vyhrála ženský víceboj, když získala plný počet deseti bodů za prostná a přeskok a porazila favorizovanou Rumunku Ecaterinu Szabovou o pět setin bodu. S americkým družstvem získala stříbrnou medaili a ve finále na nářadí obsadila druhé místo v přeskoku, třetí místo na bradlech a v prostných a čtvrté místo na kladině. Jako vůbec první americká olympijská vítězka ve víceboji odstartovala vlnu popularity gymnastiky v USA a patřila k nepopulárnějším sportovcům své generace. Byla vyhlášena sportovkyní roku 1984 podle Sports Illustrated i Associated Press, získala Cenu Flo Hymanové a Čestnou medaili Ellisova ostrova, byla uvedena do Mezinárodní gymnastické síně slávy. Sportovní kariéru ukončila v roce 1986 kvůli vrozené dysplazii kyčelního kloubu, studovala Texaskou univerzitu v Austinu.

## Osobní život
Pochází z rodiny italských přistěhovalců, je věřící baptistkou a stoupenkyní Republikánské strany. Účinkovala v řadě televizních reklam, ve filmech Strašidelné Vánoce a Bláznivá střela 33 a 1/3: Poslední trapas,[zdroj?] uváděla televizní pořad o cvičení ABC Funfit. Jejím manželem je bývalý hráč amerického fotbalu Shannon Kelley, mají čtyři dcery; jedna z nich, McKenna Kelley, závodí v gymnastice za Louisianskou státní univerzitu a dostala se do širšího reprezentačního výběru.